# 互動式應用程式安全測試
互動式應用程式安全測試（Interactive application security testing），縮寫為IAST，是利用程式的互動，觀察程式以及加入探針模組來偵測軟體漏洞的安全測試方式。有幾個應用軟體安全公司都有提供這類的工具。其他安全測試方式有不會和應用程式互動，只根據原始碼或目的碼分析的靜態應用程式安全測試（SAST），以及將程式碼視為黑箱來互動，不考慮原始碼的動態應用程式安全測試（DAST），互動式應用程式安全測試可以視為是這二種的中間版本。

## 外部連結
- Introduction to IAST （页面存档备份，存于）, DZone, Jeff Williams
- IAST學習筆記 （页面存档备份，存于），csdn